# غوردون روبرتسون
غوردون روبرتسون (15 فبراير 1909 في نيوزيلندا - 4 سبتمبر 1983 في نيوزيلندا) (بالإنجليزية: Gordon Robertson)‏ هو لاعب كريكت نيوزلندي.

## وصلات خارجية
- غوردون روبرتسون على موقع إي آس بي آن كريك إنفو (الإنجليزية)